# Gyna scheitzae
Gyna scheitzae är en kackerlacksart som beskrevs av Hanitsch 1950. Gyna scheitzae ingår i släktet Gyna och familjen jättekackerlackor. Inga underarter finns listade i Catalogue of Life.